# Xpiyut
Xpiyut är en ort i Mexiko.   Den ligger i kommunen Olintla och delstaten Puebla, i den sydöstra delen av landet, 180 km nordost om huvudstaden Mexico City. Xpiyut ligger 323 meter över havet och antalet invånare är 152.
Terrängen runt Xpiyut är kuperad. Runt Xpiyut är det tätbefolkat, med 356 invånare per kvadratkilometer. Närmaste större samhälle är Olintla, 9,1 km sydväst om Xpiyut. Omgivningarna runt Xpiyut är en mosaik av jordbruksmark och naturlig växtlighet.